# Vireó nan
El vireó nan (Vireo nelsoni) és un ocell de la família dels vireònids (Vireonidae).

## Hàbitat i distribució
Habita zones de matollar àrid a les terres altes de Mèxic des de Jalisco i Guanajuato, cap al sud, a través de Michoacán cap al sud fins Guerrero i Oaxaca.